# Big Time Rush (banda)
Big Time Rush ou "The Big Time Rush"(também abreviado como "B.T.R.") é uma boy band pop norte-americana. Integrada por Kendall Schmidt, James Maslow, Carlos Pena Jr. e Logan Henderson. A banda foi formada após a primeira temporada da série de televisão Big Time Rush. O álbum de estreia, B.T.R, foi lançado em 11 de outubro de 2010 pela Sony Music. Em 11 de junho de 2013, o grupo lançou seu terceiro álbum de estúdio, 24/Seven, pela Columbia Records em parceria com a Nickelodeon; no Brasil, o álbum foi distribuído pela Sony Music Entertainment na segunda quinzena de julho do mesmo ano. 24/Seven alcançou a segunda posição na Billboard 200 e o primeiro lugar no iTunes poucos dias após o lançamento, impulsionado pelos singles de sucesso "Like Nobody's Around", "We Are" e "24/Seven". Até 2019, o grupo havia vendido mais de 8 milhões de cópias em todo o mundo.

## Carreira

### 2009-2010: Formação eB.T.R.
O Big Time Rush foi formado inicialmente em 2009 para protagonizar a série de televisão homonímia, porém formada na vida real após a primeira temporada da série, onde os quatro integrantes do grupo viveram uma boyband de mesmo nome. Devido ao grande sucesso, seu primeiro álbum intitulado B.T.R foi lançado no dia 11 de Outubro de 2010 pela Columbia Records/Sony Music. O qual estreou na #2 posição da Billboard 200 vendendo mais de 150 mil cópias na primeira semana. Posteriormente, o álbum foi certificado como disco de platina nos Estados Unidos pela venda de 1 milhão de cópias no país. Após a renovação da série para uma segunda temporada, Big Time Rush fez sua primeira turnê, que começou em 29 de outubro de 2010 em Dallas, Texas, e terminou em 21 de novembro do mesmo ano em Portland, Oregon. Em abril de 2011, eles se apresentaram junto a Snoop Dogg com o single Boyfriend, no Kids' Choice Awards onde concorreram ao prêmio de "Grupo Favorito". Em novembro de 2011 Eles lançaram o seu segundo álbum de estúdio intitulado Elevate Que mais tarde chegou a 1 Milhão de cópias vendidas nos EUA.  Assim chegando ao Disco de Ouro em Abril de 2012. O álbum fez muito sucesso e chegou ao Disco de Ouro em vários países como México e Colômbia.

### 2012-2013: O sucesso e as turnês
O ano de 2012 foi marcante para o Big Time Rush, com o lançamento de singles de sucesso e a realização de turnês de inverno e verão, ambas amplamente aclamadas pelo público. O grupo foi premiado como Melhor Grupo Musical no Kids' Choice Awards, promovido anualmente pela Nickelodeon. Além disso, o Brit Awards nomeou o Big Time Rush como a Melhor Boyband de 2011-2012, consolidando ainda mais o reconhecimento internacional da banda.
O ano de 2013 foi repleto de atividades, como, o lançamento de um novo álbum, novos singles e uma turnê promocional. Em março, o grupo lançou o single promocional "Like Nobody's Around", parte do álbum 24/Seven. Na série de mesmo nome, a música foi apresentada como uma homenagem às antigas boy bands dos Estados Unidos. Em junho, ocorreu o lançamento oficial do álbum 24/Seven, que obteve grande sucesso comercial e de crítica. Para promover o disco, o grupo realizou a Summer Break Tour, que aconteceu entre 21 de junho e 27 de agosto de 2013.

### 2013: Sucesso nas paradas
2013 foi um ano de grande sucesso para o Big Time Rush, com o lançamento de um álbum bem-sucedido, turnê e novos singles. O grupo obteve destaque em diversos aspectos, especialmente nas vendas de discos, conquistando certificações de ouro em vários países, como México, Venezuela e Chile.

### 2014: Pausa da banda
Em 2014 depois do fim da série do Big Time Rush e o fim da turnê Live World Tour a banda anunciou uma pausa de tempo indeterminado, depois disso os integrantes da banda começaram a lançar materiais solos, como Echoes of Departure and the Endless Street of Dreams - Pt. 1, Happy Mistakes entre outros.

### 2020-2021: Retorno da banda
Em 20 de abril de 2020, a banda atualizou suas redes sociais com uma gravação em que os quatro integrantes participavam de uma chamada de vídeo, alertando os fãs sobre a pandemia de COVID-19 e orientando sobre os cuidados necessários naquele momento. Posteriormente, em 16 de junho de 2020, o grupo compartilhou um novo conteúdo, novamente em uma chamada virtual, desta vez apresentando uma versão acústica de "Worldwide", um dos maiores sucessos da banda.
No início de 2021, o Big Time Rush registrou diversas músicas inéditas em um site especializado, incluindo "How You Like Me Now" e "Stars Align". Alguns meses depois, em 12 de julho de 2021, as contas oficiais da banda e de todos os integrantes nas redes sociais alteraram suas fotos de perfil para uma imagem vermelha, o que gerou especulações entre os fãs sobre um possível retorno.
A confirmação veio em 19 de julho de 2021, quando a banda anunciou oficialmente o reencontro por meio de uma publicação em seu canal no YouTube. Junto com o anúncio, o Big Time Rush também revelou as primeiras datas de sua turnê mundial, intitulada Big Time Rush Live.

## BTR: redes sociais 2021 (maio)
No Twitter, a banda possui aproximadamente 3,3 milhões de seguidores. No Instagram, os integrantes somam, juntos, cerca de 6,4 milhões de seguidores. Recentemente, no YouTube, o Big Time Rush ultrapassou a marca de 2 milhões de inscritos, tornando-se a quarta boy band a alcançar 1 milhão de inscritos na plataforma, ficando atrás apenas de Jonas Brothers, Backstreet Boys e One Direction.

## Passagem pelo Brasil
Em 2011 fizeram dois shows no Brasil, um no Rio de Janeiro e o outro em São Paulo, ambos transmitidos em Line-up. O show do Rio foi na HSBC Arena para mais 20 mil pessoas, show transmitido pelo Canal de Tv por assinatura MultiShow, um outro show foi feito na Arena Anhembi em São Paulo, com transmissão feita pela XYZ Tv, o show teve um público de 65 mil pessoas.
O grupo também participou da 12º edição do Meus Prêmios Nick, ao lado de Rodrigo Faro, cantando três músicas no evento, onde apenas duas delas foram ao ar.

## Prêmios e indicações
B.T.R no início de sua carreira foi indicado a 28 prêmios e ganhou menos da metade das vezes. Entre essas indicações algumas estão abaixo:
| \| Prêmios e indicações \| Prêmios e indicações \| Prêmios e indicações \| \| ---------------------------- \| -------------------- \| -------------------- \| \| Prêmio \| Venceu \| Indicado \| \| American Music Awards \| 1 \| 3 \| \| ARIA Music Awards \| 0 \| 3 \| \| Nickelodeon Choice Awards \| 2 \| 6 \| \| BBC Radio 1 Teen Awards \| 1 \| 4 \| \| Billboard Music Awards \| 1 \| 3 \| \| BRIT Awards \| 2 \| 4 \| \| Guinness World Records \| 2 \| 2 \| \| Japan Gold Disc Awards \| 3 \| 5 \| \| Kerrang! Awards \| 0 \| 1 \| \| MTV Best Artists of the Year \| 1 \| 1 \| \| MTV Video Music Awards Italy \| 0 \| 1 \| \| MTV Video Music Awards Japan \| 3 \| 5 \| \| Sme Music Awards \| 2 \| 5 \| \| NRJ Music Awards \| 2 \| 4 \| \| \| \| \| \| \| \| \| \| \| \| \| |        |          |
| Totais |        |          |
| Prêmios vencidos | 14     | 14       |
| Indicações | 28     | 28       |
| Prêmios e indicações |        |          |
| Prêmio | Venceu | Indicado |
| American Music Awards | 1      | 3        |
| ARIA Music Awards | 0      | 3        |
| Nickelodeon Choice Awards | 2      | 6        |
| BBC Radio 1 Teen Awards | 1      | 4        |
| Billboard Music Awards | 1      | 3        |
| BRIT Awards | 2      | 4        |
| Guinness World Records | 2      | 2        |
| Japan Gold Disc Awards | 3      | 5        |
| Kerrang! Awards | 0      | 1        |
| MTV Best Artists of the Year | 1      | 1        |
| MTV Video Music Awards Italy | 0      | 1        |
| MTV Video Music Awards Japan | 3      | 5        |
| Sme Music Awards | 2      | 5        |
| NRJ Music Awards | 2      | 4        |
| |        |          |
| |        |          |
| |        |          |

## Membros
- James Maslow
- Kendall Schmidt
- Logan Henderson
- Carlos PenaVega

## Influências
Durante uma entrevista em relação a seu novo álbum de estúdio os membros afirmaram que tem influencias de muitas bandas tais como New Kids on the Block, Menudo, The Jacksons 5, 3OH!3 e os Beatles, além de artistas como Michael Jackson.

## Discografia

### Álbuns de estúdio
- B.T.R. (2010)
- Elevate (2011)
- 24/Seven (2013)
- Another Life (2023)

## Turnês
A banda realizou 5 turnês durante a carreira:
- (2011) - Big Time World Tour
- (2012) - Better With U Tour
- (2013) - Break Summer Tour
- (2014) - Live World Tour
- (2021) - Big Time Rush Live
- (2022) - Forever Tour